# 皮特·雷蒙德
皮特·雷蒙德（英語：Pete Raymond，1947年1月21日—），美国男子赛艇运动员。他曾代表美国参加1968年和1972年夏季奥林匹克运动会赛艇比赛，其中1972年奥运会获得一枚银牌。